# Principato di Zeta
Il Principato di Zeta o Zenta fu uno Stato slavo semi-indipendente, esistito in epoca medioevale e comprendente un territorio in parte sovrapponibile a quello dell'attuale Montenegro. Dapprima protettorato bizantino, quindi provincia (župa) della Serbia nemaniade, divenne de facto un principato autonomo a fronte della dissoluzione dell'Impero serbo, nella seconda metà del XIV secolo. Derivava il suo nome da quello del fiume Zeta, tributario del Morača.

## Storia
Una prima entità politica nota come Zeta nacque quale ridenominazione, agli inizi del XIII secolo, del comitatus della Doclea, uno dei sette protettorati della confederazione creata dall'Imperatore bizantino Eraclio I nel 622 per costituire dei stati-cuscinetti da contrapporre alle continue scorrerie degli Avari in territorio bizantino. Ogni stato appartenente alla confederazione era governato da uno Župan (titolo corrispondente al latino pater familias) che giurava la propria fedeltà al Grand Župan, ovvero il reggente dell'intera federazione. Tuttavia ogni Župan aveva un legame di obbedienza di fatto molto blando nei confronti del Grand Župan, ed all'interno della confederazione il conflitto intestino tra i vari stati era una costante.
Nel 1050 Mihailo Vojisavljević, Grand Župan di Doclea si proclamò Re dei Serbi e ricevette successivamente l'investitura da Papa Gregorio VII. Alla sua morte, nel 1080 suo figlio Costantino Bodin pose sotto il proprio controllo i territori di Bosnia e Rascia ma dopo la sua morte la lotta intestina per la sua successione indebolì a tal punto il regno da disintegrarlo e diventò così uno Stato vassallo di Raška tra il 1183 ed il 1186. A partire dall'ascesa della casata dei Nemanjić per opera del principe serbo Stefano Nemanja, Župan di Rascia, il destino di Zeta fu legato indissolubilmente a quello della Serbia. Nel 1190 il Grand Župan di Rascia, principe Vukan Nemanjić, rivendicò il diritto di sedersi sul trono di Doclea, seguito da suo figlio maggiore, Đorđe Nemanjić, tra il 1208 ed il 1243, a cui seguì a sua volta Stefano Uroš I fino al 1276.
Fu sotto il regno della vedova di Uroš I, Jelena, che in un documento del 1296 compare il nome Montenegro (Crna Gora).
Fu a causa della dissoluzione dell'Impero serbo con la morte di Stefano Uroš IV Dušan nel 1355, che il Principato di Zeta divenne una realtà completamente autonoma a partire dal 1356, sotto la dinastia dei Balšići, a partire dal loro capostipite Balša I. Costui, seguendo le orme degli altri Župan, dichiarò indipendente il proprio territorio, conquistando la città di Scutari, e tutto il territorio dello Zenta inferiore fino a Cattaro e Antivari, anche grazie all'aiuto dei tre figli Stracimir, Đurađ e Balša II.
Alla morte di Balša I, il regno fu ereditato nel 1362 da suo figlio Đurađ, il quale continuò la politica espansionistica tramite l'alleanza con il nobile serbo Vukašin Mrnjavčević per fronteggiare la minaccia ottomana. Tuttavia Mrnjavčević fu ucciso durante la battaglia di Maritsa il 26 settembre 1371 e Đurađ fu costretto a cercare nuovi alleati che trovò in Stefan Lazar Hrebeljanović, principe serbo, e in Luigi I d'Ungheria, con i quali si oppose alle minacce derivanti dalle mire espansionistiche del sovrano dell'Erzegovina Nikola Altomanović nel 1378. Grazie alla vittoria su Altomanović, il principato di Zeta ottenne i territori di Trebigne, Canali e Castelnuovo.
Alla morte di Đurađ nel 1378, gli successe suo fratello Balša II, il quale ebbe notevoli difficoltà a mantenere l'autorità della sua casata in tutto il territorio del principato. Durante il suo regno gli assalti dell'impero ottomano si fecero sempre più pressanti e ad essi si aggiunsero nuove minacce dalla dinastia rivale dei Balšići, quella dei Crnojević, i quali, con il sostegno del re bosniaco Tvrtko I e dei veneziani, si dichiararono sovrani indipendenti di tutto il territorio dell'alto Zenta, con sede a Žabljak. Quando Balša II cercò di continuare l'espansione territoriale di suo fratello con la conquista di Durazzo che tolse al suo legittimo sovrano Karlo Thopia, quest'ultimo si appellò ai turchi nel 1385 e l'impero ottomano non perse tempo a sfruttare l'opportunità di penetrare in Albania con un esercito guidato da Hayreddin Pascià che inflisse una pesante sconfitta all'esercito di Balša II, il quale perse la vita nella battaglia dei Campi Sauriani nel 1385.
Con l'avvento di Đurađ II nel 1385 il controllo sul territorio del principato divenne sempre più debole a causa dell'appoggio dato ai signori locali dalla Repubblica di Venezia, soprattutto nell'area di Nikšić. Con la minaccia di continue rivolte interne e il pericolo perenne di una invasione turca, Đurađ II decise di legarsi sempre più strettamente alla protezione serba, nella persona del principe Stefan Lazar Hrebeljanović. Fu per onorare questa alleanza che l'esercito di Đurađ II si unì a quello dell'ex rivale Tvrtko I contro le truppe ottomane del sultano Murad I nella battaglia della Piana dei Merli, dove i montenegrini ed i serbi subirono una pesantissima sconfitta nel 1389. Successivamente Đurađ II si schierò a favore di Stefan Lazarević, figlio del suo precedente alleato serbo, nella sua lotta per il potere contro il despota serbo Đurađ Branković, il quale, grazie proprio all'appoggio militare del sovrano di Zeta, venne sconfitto nel 1402 nella battaglia di Gračanica.
Nel 1403 Đurađ II morì per le conseguenze delle ferite riportate in battaglia e lasciò il regno a suo figlio Balša III, appena diciassettenne. Fortemente influenzato dalla madre, Jelena, sorella di Stefan Lazarević, proclamò il cristianesimo ortodosso come religione di Stato.